# Yōhei Takaoka
Yōhei Takaoka (jap. 高丘 陽平, Takaoka Yōhei; * 16. März 1996 in Yokohama, Präfektur Kanagawa) ist ein japanischer Fußballspieler.

## Karriere
Yōhei Takaoka erlernte das Fußballspielen in der Jugendmannschaft vom Yokohama FC. Hier unterschrieb er 2014 auch seinen ersten Profivertrag. Der Verein aus Yokohama, einer Großstadt in der japanischen Präfektur Kanagawa, spielte in der zweithöchsten Liga des Landes, der J2 League. Von 2014 bis 2015 spielte er viermal in der J.League U-22 Selection. Diese Mannschaft, die in der dritten Liga, der J3 League, spielte, setzte sich aus den besten Nachwuchsspielern der höherklassigen Vereine zusammen. Das Team wurde mit Blick auf die Olympischen Sommerspiele 2016 in Rio de Janeiro gegründet. Die Auswahl der Spieler erfolgte auf wöchentlicher Basis aus einem Pool, für den jeder Verein förderungswürdige Talente benennen konnte; die Zusammensetzung der Mannschaft variierte daher sehr stark von Spiel zu Spiel. 2018 wurde er an Sagan Tosu, einen Erstligisten aus Tosu, ausgeliehen. Nach Ende der Ausleihe wurde er von Sagan Tosu fest verpflichtet. Nach 40 Spielen wechselte er im Oktober 2020 zu den Yokohama F. Marinos nach Yokohama. Am Ende der Saison 2022 feierte er mit den Marinos die japanische Meisterschaft.

## Erfolge
Yokohama F. Marinos
- Japanischer Meister: 2022